# Cándido Buldain
Antonio Cándido Buldain Erice (Larráinzar, Navarra, 1865 - Sigüenza, 1905) fou organista i mestre de capella.
Va a adquirir els seus coneixements musicals a l'Acadèmia Municipal de la Música de Pamplona. Durant els anys 1882 i 1885 va a ser organista a San Miguel de Leiza. Al març d'aquell mateix any va passar a treballar a Peralta. Al 1896 va opositar per a la plaça de mestre de capella a la catedral de Sigüenza, època on ja exercia com a organista de l'Església Pontifical de Madrid, des de 1895.
En aquesta oposició va derrotar a cinc adversaris: Bernabé Mingote, organista de Tarassona; Felipe Cristóbal López, professor de música del Col·legi d'Orfes de la Guerra de Guadalajara; Calixto Salvador Lozano Martínez, de Molina de Aragón; Tomás Castejón, organista del Sant Sepulcre de Calataiud i Manuel Herrera de la Falç, mestre de capella de la catedral d'Àvila.
Es conserven obres seves al fons musical Teodoro Echegoyen (TEch) ubicat a l'Arxiu Comarcal de la Garrotxa.